# Walsdorf (Bavière)
Pour les articles homonymes, voir Walsdorf.
Walsdorf est une commune de Bavière (Allemagne), située dans l'arrondissement de Bamberg, dans le district de Haute-Franconie.